# Choroszcz
Choroszcz este un oraș în Polonia.

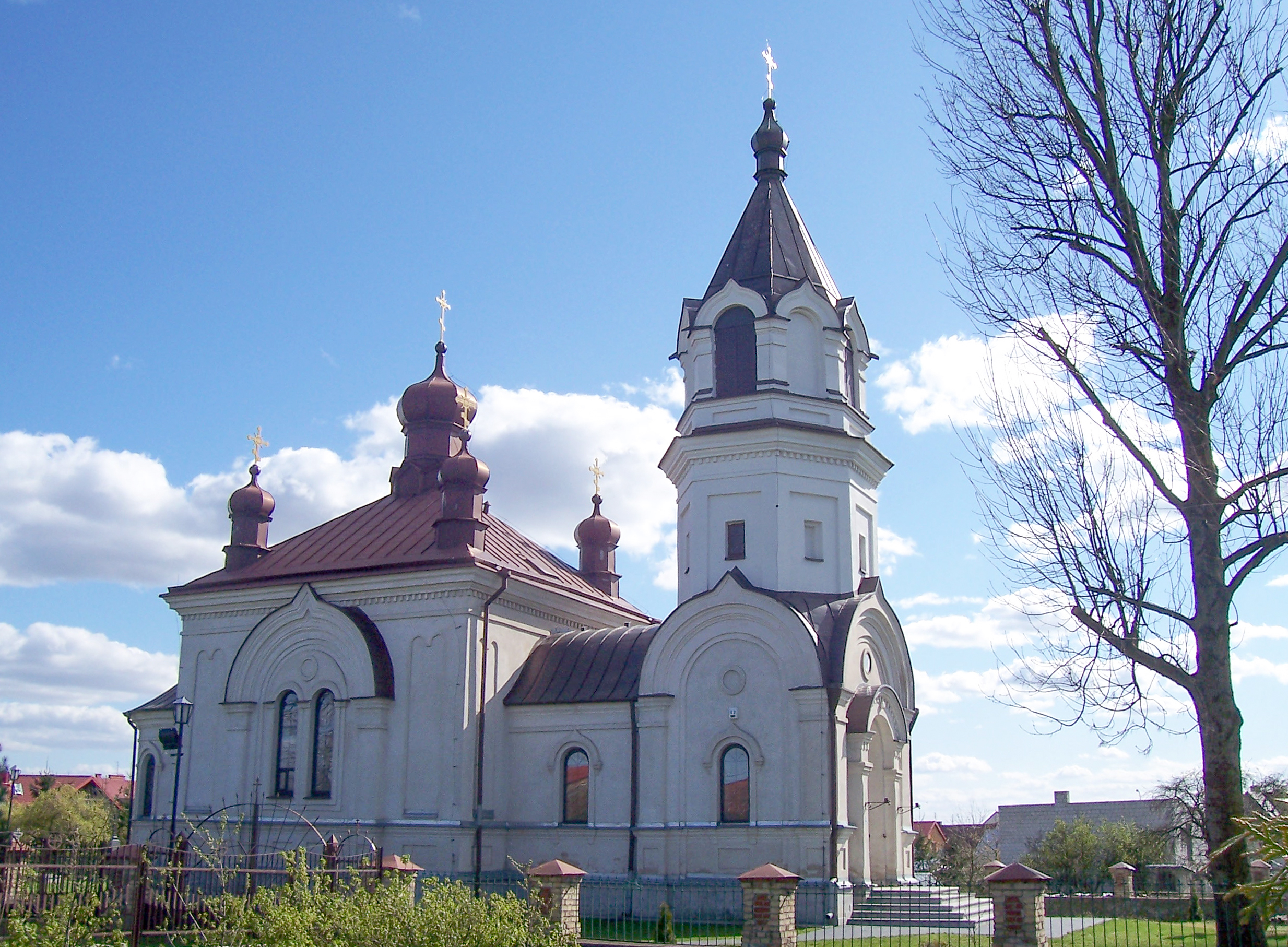
Biserica Ortodoxă
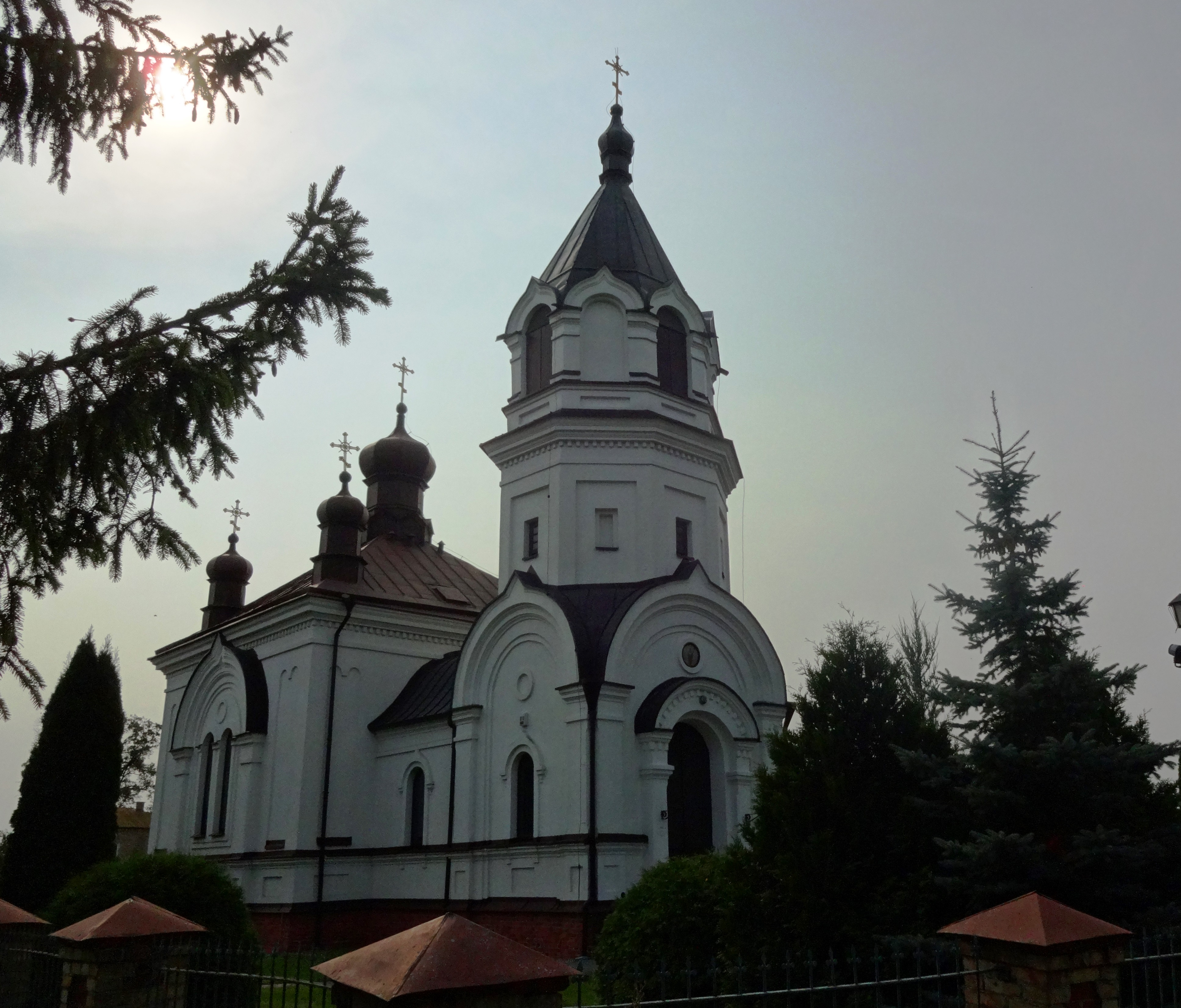
FileCharošča, Pakroŭskaja. Харошча, Пакроўская (1915-18).jpg
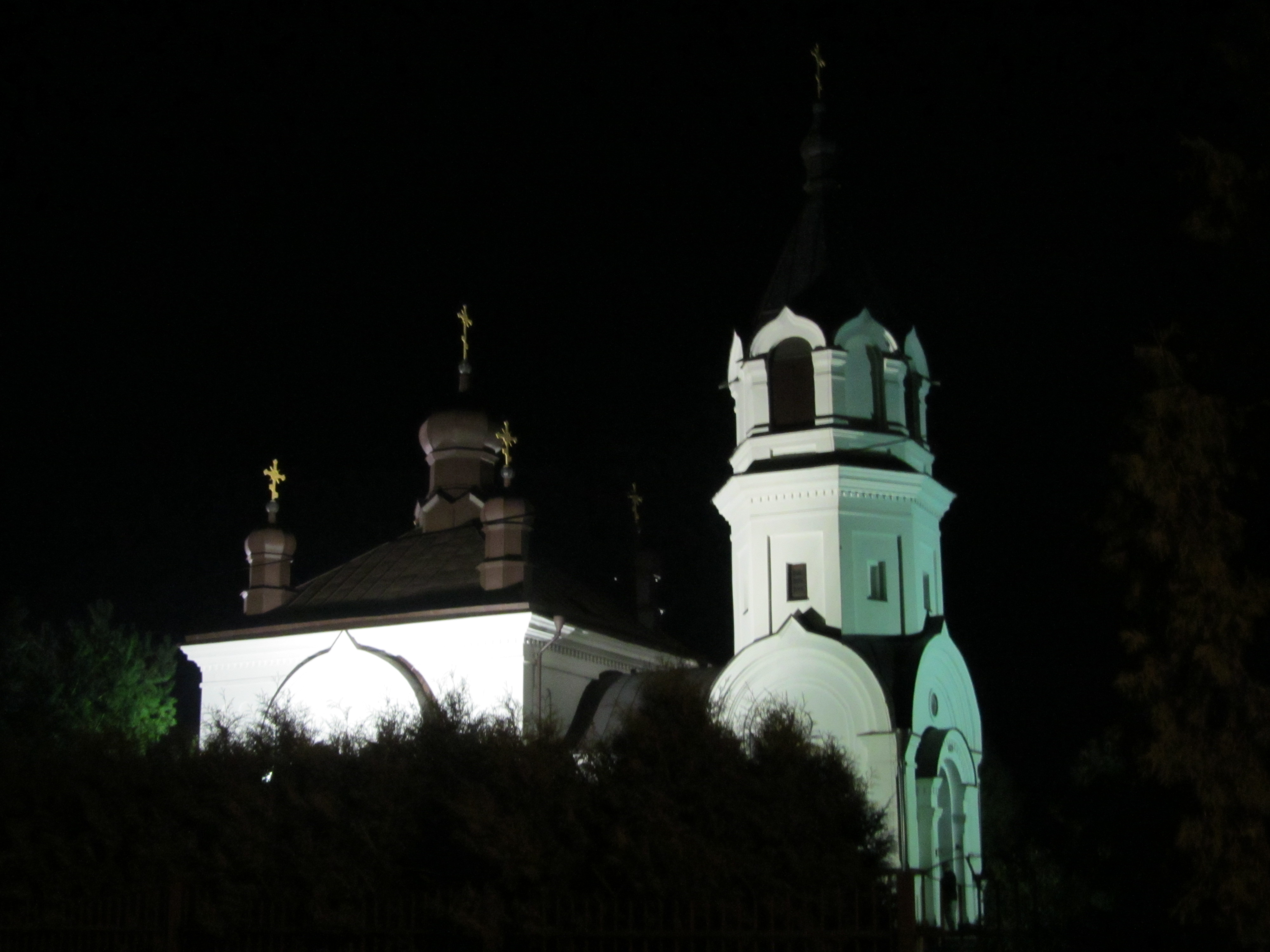